# Macroscelididae
La famiglia dei Macroscelididi (Macroscelididae) è formata da 19 specie di piccoli mammiferi, raggruppate in 7 generi. Tutte le specie della famiglia sono comunemente chiamate toporagni elefante, sengi o macroscelidi.
Un tempo inclusa nell'ordine polifiletico Insectivora, la famiglia costituisce ora da sola l'indipendente ordine Macroscelidea. Sono caratterizzati da una piccola proboscide che li aiuta a cacciare, dato che è molto sensibile agli odori; la loro dieta principale consiste in insetti, talvolta anche piccoli mammiferi.

## Descrizione
Le dimensioni possono variare in lunghezza da 100 a 300 mm (coda esclusa, ma lunga poco meno del corpo) e in peso da 25 a oltre 500 g.
Il nome comune deriva dalla somiglianza con i toporagni della famiglia Soricidae, che sono comunque notevolmente più piccoli, e dalla forma del muso, che termina con un'appendice prominente e prensile che può ricordare la proboscide di un elefante.
Le zampe posteriori sono abbastanza lunghe rispetto al corpo e questa caratteristica è all'origine del nome scientifico della famiglia.
Il colore varia in relazione all'habitat, dal grigio-giallastro al marrone-rossiccio.

## Biologia
Prendendo in considerazione animali morti, i Macroscelidi sembrano animali goffi e sproporzionati, con la grossa testa incassata nel corpo, le zampe a trampolo e la coda sottile, i grandi occhi; tuttavia, da vivi si muovono con tale sveltezza, saltando, scartando, muovendo incessantemente il lungo musetto, che sembrano incredibilmente aggraziati.
Sono soprattutto insettivori, ma la dieta, oltre a insetti e altri piccoli animali, come vermi e ragni che pescano nelle loro tane con la lunga lingua vermiforme, può includere anche alimenti vegetali, in particolare semi e germogli.
Sono diurni, gregari, pacifici e molto attivi.
Mettono al mondo poca prole, ma già in grado di vedere e camminare e ricoperta di peli.

## Distribuzione e habitat
Sono diffusi in tutta l'Africa e occupano habitat molto differenziati, dalla foresta al deserto (sono presenti in particolare nel deserto del Namib).

## Evoluzione

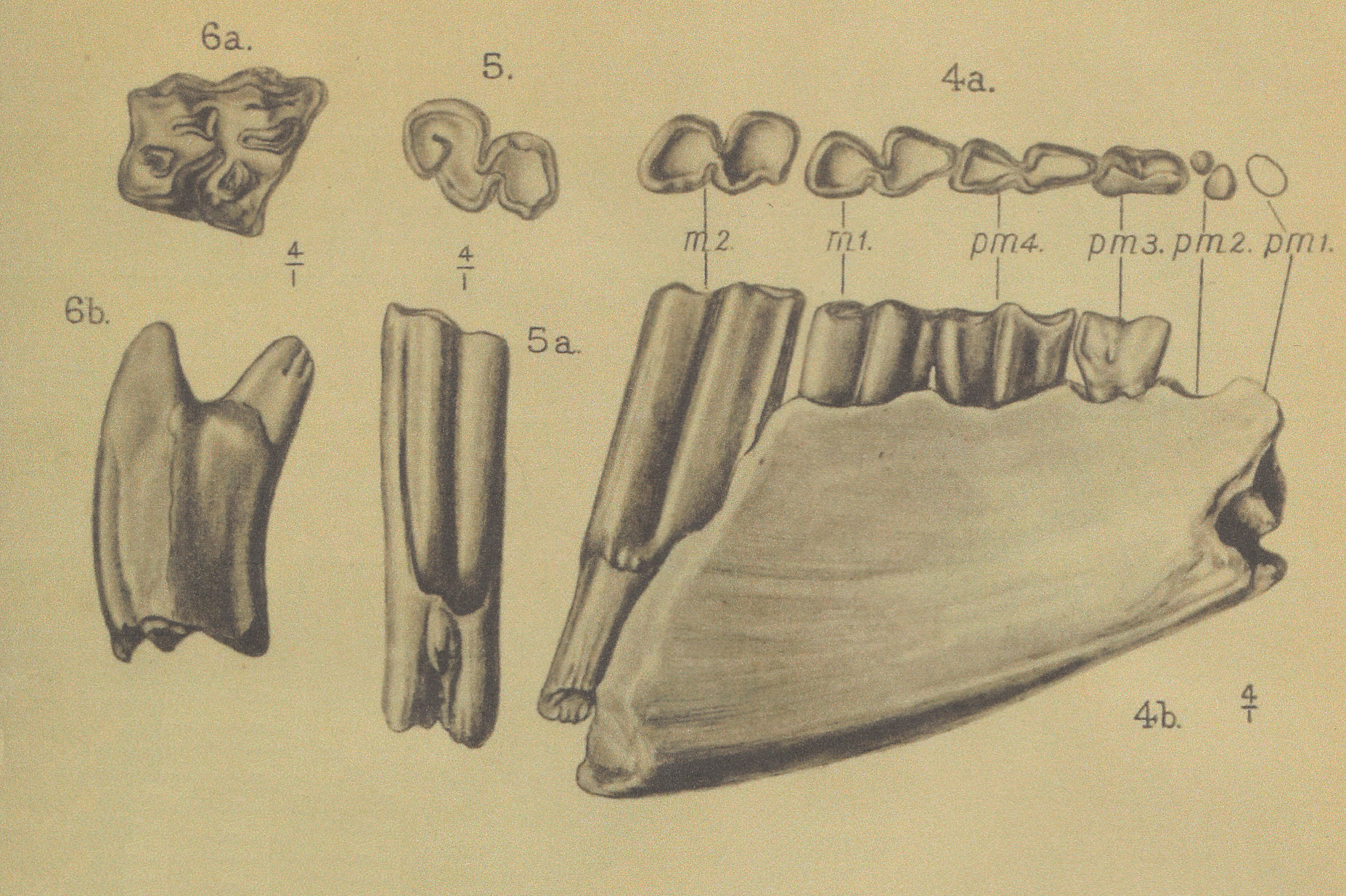
Illustrazione dei fossili della dentatura di Myohyrax, un macroscelide estinto

L'ordine Macroscelidea è stato molto più numeroso in passato che al giorno d'oggi. Le 19 specie attuali rappresentano i resti di una vasta radiazione africana che ha avuto inizio nel lontano Eocene ed ha raggiunto l'apice nel corso del Miocene e del Pliocene (24 - 2 milioni di anni fa).

Studi di denti fossili e moderni indicano che le prime forme ancestrali sono state principalmente o esclusivamente consumatrici di materiale vegetale passando poi gradualmente ad una dieta insettivora. I primi fossili conosciuti di macroscelidi sono Chambius kasserinensis del primo Eocene della Tunisia e Herodotius pattersoni di fine Eocene dell'Egitto (vissuti tra 55 e 34 milioni di anni fa). L'anatomia dentale di questi ed altri fossili sostengono (ma non confermano) una comune discendenza dei macroscelidi e dei cosiddetti condilartri (Condylarthra), primitivo ordine parafiletico che ha dato origine a numerose linee di moderni ungulati. Tra i condilartri, in particolare, somiglianze notevoli sono state riscontrate con i rappresentanti della famiglia Apheliscidae, come Apheliscus e Haplomylus, e con l'enigmatico Paschatherium.

Alcuni macroscelidi svilupparono una dentatura decisamente aberrante: il genere Myohyrax era così simile agli Iraci da essere inizialmente identificato erroneamente come appartenente a quel gruppo, così come Mylomygale era stato avvicinato ai Roditori.

## Tassonomia
Studi recenti hanno dimostrato che il taxon, più che ad altri gruppi di insettivori con i quali era una volta associato, è filogeneticamente correlato agli ordini Hyracoidea, Tubulidentata, Afrosoricida, Proboscidea e Sirenia, per i quali è stato istituito il superordine Afrotheria.
Di macroscelidi conosciamo 4 generi e approssimativamente 19 specie:
- Superordine Afrotheria
  - Ordine Macroscelidea
    - Famiglia Macroscelididae
      - Genere Elephantulus
        - Elephantulus edwardii - macroscelide del Capo
        - Elephantulus fuscipes - macroscelide dai piedi neri
        - Elephantulus fuscus - macroscelide nero
        - Elephantulus intufi - macroscelide del bushveld
        - Elephantulus myurus - macroscelide delle rocce orientale
        - Elephantulus pilicaudus[2]- macroscelide del Karoo
        - Elephantulus rupestris - macroscelide delle rocce occidentale

      - Genere Galegeeska
        - Galegeeska revoili - macroscelide somalo
        - Galegeeska rufescens - macroscelide rossastro (già Elephantulus rufescens)

      - Genere Macroscelides
        - Macroscelides flavicaudatus[3]- macroscelide dalle orecchie tonde del Namib
        - Macroscelides micus[4] - macroscelide dalle orecchie rotonde di Etendeka
        - Macroscelides proboscideus - macroscelide dalle orecchie corte

      - Genere Nasilio
        - Nasilio brachyrhynchus - macroscelide camuso

      - Genere Petrodromus
        - Petrodromus tetradactylus - petrodromo

      - Genere Petrosaltator
        - Petrosaltator rozeti - elefantulo di Rozet

      - Genere Rhynchocyon
        - Rhynchocyon chrysopygus - toporagno elefante dal dorso dorato
        - Rhynchocyon cirnei - toporagno elefante a scacchi
        - Rhynchocyon petersi - toporagno elefante di Peters
        - Rhynchocyon udzungwensis - toporagno elefante dalla testa grigia

Di seguito viene riportata la classificazione tratta dallo studio di Senut e Pickford (2021), comprendente anche i generi fossili:
- Ordine Macroscelidea Butler, 1956 
  - Famiglia Rhynchocyonidae Gill, 1872
    - Rhynchocyon Peters, 1847
    - †Miorhynchocyon Butler, 1984
    - †Brevirhynchocyon Senut & Georgalis, 2014
    - †Hypsorhynchocyon Senut, 2008
    - †Eorhynchocyon Senut & Pickford, 2021
    - †Oligorhynchocyon Stevens et al., 2021

  - Famiglia Macroscelididae Bonaparte, 1838 
    - Sottofamiglia Macroscelidinae Bonaparte, 1838 
      - Macroscelides Smith, 1829

    - Sottofamiglia Elephantulinae Dumbacher et al. 2016 
      - Elephantulus Thomas & Schwann, 1906
      - †Miosengi Grossman & Holroyd, 2009
      - †Palaeothentoides Stromer, 1931b
      - Nasilio Thomas & Schwann, 1906
      - †Pronasilio Butler, 1984
      - †Hiwegicyon Butler, 1984
      - Petrodromus Peters, 1846
      - Petrosaltator Rathbun & Dumbacher, 2016
      - Galegeeska Heritage & Rayaleh, 2020

    - Sottofamiglia †Mylomygalinae Patterson, 1965
      - †Mylomygale Broom, 1948

    - Sottofamiglia †Namasenginae Senut & Pickford, 2021
      - †Namasengi Senut & Pickford, 2021

  - Famiglia †Myohyracidae Andrews, 1914
    - †Myohyrax Andrews, 1914
    - †Protypotheroides Stromer, 1922
    - †Promyohyrax Senut & Pickford, 2021
    - †Rukwasengi Stevens et al., 2021

  - Famiglia †Afrohypselodontidae Senut & Pickford, 2021
    - †Afrohypselodontus Senut & Pickford, 2021

  - Famiglia †Herodotiidae Simons, Holroyd & Bown, 1991
    - †Herodotius Simons, Holroyd & Bown, 1991
    - †Chambius Hartenberger, 1986
    - †Nementchatherium Tabuce et al. 2001
    - †Eotmantsoius Tabuce &Jaeger, 2012

  - Famiglia †Metoldobotidae Simons, Holroyd & Bown, 1991
    - †Metoldobotes Schlosser, 1910

  - †Paschatherium Russell, 1963 (classificazione incerta)
  - Famiglia †Louisinidae Sudre & Russell, 1982 (classificazione incerta)
  - Famiglia †Apheliscidae Matthew, 1915 (classificazione incerta)